# Trélivan
Trélivan är en kommun i departementet Côtes-d'Armor i regionen Bretagne i nordvästra Frankrike. Kommunen ligger i kantonen Dinan-Ouest som tillhör arrondissementet Dinan. År 2022 hade Trélivan 2 875 invånare.

## Befolkningsutveckling
Antalet invånare i kommunen Trélivan
Referens:INSEE